# Фасбендер, Томас
Томас Фасбендер (нем. Thomas Fasbender; 13 марта 1957, Гуммерсбах, Северный Рейн-Вестфалия) — немецкий журналист и публицист.

## Биография
Томас Фасбендер изучал право, а затем переключился на философию. С 1979 года член братства студентов Corps Borussia в г-е Бонн. В 1986 году он защитил докторскую диссертацию в Байройтском университете, защитив диссертацию о Томасе Карлайле. После стажировки в газете в Нижней Баварии его повысили до редактора по политическим и экономическим вопросам. Он работал пресс-атташе в выставочной компании и помощником генерального директора в многонациональной компании по производству электрооборудования.
В эту же компанию Фасбендер переехал в Москву в 1992 году. Он занимался реструктуризацией и ликвидацией совместных предприятий, созданных в советское время. В качестве управляющего директора российской дочерней компании он создал местные производственные мощности. В 1999 году стал соучредителем прядильно-ткацкой фабрики на Волге. 2003 году в Москве создал и руководил предприятию по управлению корпоративными автопарками.
В 2008 году Фасбендер снова взялся за журналиство. В 2015 году вернулся в Берлин. С 2016 по 2018 год он консультировал берлинский исследовательский институт «Диалог цивилизаций».
С 2019 года в своем 15-минутном, временами саркастичном еженедельном формате RT DE Fasbenders Woche он комментировал широкий круг политических тем. Его формат ток-шоу Fasbender im Gespräch представлял немецкоязычных личностей, таких как Кох, Роланд, Фрай, Ханс-Йоахим, Захарова, Мария Владимировна, Рар, Александр Глебович и другие. Сотрудничество с RT закончилось вторжением России в Украину в 2022 году. С 2023 года он сотрудник газеты Berliner Zeitung.
Он женат и имеет 5 детей.

## Сочинения
- Das unheimliche Jahrhundert. Vor der Zeitenwende, Manuscriptum Verlagsbuchhandlung, Landt Verlag, 2022, ISBN 978-3948075491.
- Wladimir W. Putin. Eine politische Biographie, Manuscriptum Verlagsbuchhandlung, Landt Verlag, 2022, ISBN 978-3948075361.
- Die AfD und die Klimafrage, Hrsg. Konrad Adam, Gerhard Hess Verlag, 2019, ISBN 978-3873366541.
- Kinderlieb, Roman, Lichtschlag Reihe Literatur, 2016, ISBN 978-3939562597.
- Freiheit statt Demokratie. Russlands Weg und die Illusionen des Westens, Manuscriptum Verlagsbuchhandlung, 2014, ISBN 978-3944872063.
- Thomas Carlyle. Idealistische Geschichtssicht und visionäres Heldenideal, Königshausen & Neumann, 1989, ISBN 978-3884793893.